# Mandarina aureola
Mandarina aureola é uma espécie de gastrópode  da família Camaenidae.
É endémica de Japão.